# ノチェート
ノチェート（伊: Noceto）は、イタリア共和国エミリア＝ロマーニャ州パルマ県にある、人口約13,000人の基礎自治体（コムーネ）。

## 地理

### 位置・広がり

#### 隣接コムーネ
隣接するコムーネは以下の通り。
- コッレッキオ
- フィデンツァ
- フォンタネッラート
- フォンテヴィーヴォ
- メデザーノ
- パルマ

### 気候分類・地震分類
ノチェートにおけるイタリアの気候分類 (it) および度日は、zona E, 2638 GGである。
また、イタリアの地震リスク階級 (it) では、zona 3 (sismicità bassa) に分類される。

## 行政

### 分離集落
ノチェートには、以下の分離集落（フラツィオーネ）がある。
- Borghetto, Cella, Costamezzana, Ponte Taro, Sanguinaro, Castelguelfo

## 姉妹都市
- ウォールナットクリーク、アメリカ合衆国 1987年
- Noyers、フランス 1990年
- Cricova、モルドバ 2000年